# Kolegium biskupů
Kolegium biskupů, známé také jako biskupský sbor (též řád biskupů), je termín používaný v katolické církvi pro označení souboru biskupů, kteří jsou ve společenství s papežem. Podle kanonického práva je kolegium sbor (lat. collegium) osob spojených za společným účelem tak, že tvoří jeden orgán. Hlavou kolegia je římský biskup (papež).

## Pravomoc biskupského kolegia
V římskokatolickém učení je kolegium biskupů nástupcem kolegia apoštolů. Zatímco jednotliví členové kolegia biskupů jsou každý přímo zodpovědní za pastorační péči a správu ve své konkrétní církvi, kolegium jako celek má plnou nejvyšší moc nad celou církví:
Biskupský sbor, jehož hlavou je papež a členy jsou biskupové na základě svátostného svěcení a hierarchického společenství s hlavou sboru i členy, a v němž neustále přetrvává sbor apoštolů, spolu s papežem a nikdy bez papeže, je také nositelem nejvyšší a úplné moci nad celou církví.
Tuto nejvyšší a plnou moc vykonává kolegium slavnostním způsobem na ekumenickém koncilu, ale také jednotným jednáním, i když není shromážděno na jednom místě.
Podle současného kanonického práva přísluší papeži vybírat a prosazovat způsoby kolegiálního jednání biskupů, např. na ekumenickém koncilu, a přísluší mu svolávat, předsedat (osobně nebo prostřednictvím svých zástupců), přenášet, pozastavovat nebo rozpouštět takový koncil a schvalovat jeho dekrety. Katolická církev učí, že kolegium biskupů, shromážděné na koncilu nebo zastoupené papežem, může učit nějakou zjevenou pravdu, která vyžaduje, aby byla zastávána absolutně a definitivně (neomylně).

## Vyhlášení nauky Druhým vatikánským koncilem
Druhý vatikánský koncil vyhlásil učení o kolegialitě biskupů takto:
Tak jako v evangeliu svatý Petr a ostatní apoštolové tvoří jedno apoštolské kolegium, tak podobným způsobem jsou spojeni římský papež, Petrův nástupce, a biskupové, nástupci apoštolů. Ostatně již velmi stará praxe, podle níž byli řádně ustanovení biskupové ve všech částech světa ve společenství mezi sebou a s římským biskupem ve svazku jednoty, lásky a míru, a také společně svolané koncily, na nichž se společně řešily hlubší otázky, přičemž se uvážlivě zvažovalo mínění mnohých, oba tyto faktory již svědčí o kolegiálním charakteru a aspektu biskupského řádu; a ekumenické koncily konané v průběhu staletí jsou rovněž zjevným důkazem téhož charakteru. A naznačuje to i praxe, zavedená v dávných dobách, kdy se svolávalo několik biskupů, aby se zúčastnili povýšení nově zvolených do služby nejvyššího kněžství. Proto se člověk stává členem biskupského těla na základě svátostného svěcení a hierarchického společenství s hlavou a údy těla. Kolegium či sbor biskupů však nemá žádnou autoritu, pokud není chápáno spolu s římským papežem, Petrovým nástupcem, jako jeho hlava. Papežova moc primátu nad všemi, pastýři i věřícími, zůstává celá a neporušená. Na základě svého úřadu, tedy jako Kristův náměstek a pastýř celé církve, má římský papež plnou, nejvyšší a univerzální moc nad církví. A tuto moc může vždy svobodně vykonávat. Řád biskupů, který navazuje na kolegium apoštolů a dává tomuto apoštolskému sboru trvalou existenci, je rovněž subjektem nejvyšší a plné moci nad všeobecnou církví, pokud tento sbor chápeme spolu s jeho hlavou římským papežem a nikdy bez této hlavy. Tuto moc lze vykonávat pouze se souhlasem římského papeže. Náš Pán totiž postavil za skálu a nositele klíčů církve pouze Šimona a učinil ho pastýřem celého stáda; je však zřejmé, že moc svazovat a rozvazovat, která byla dána Petrovi, byla udělena také kolegiu apoštolů, spojenému s jejich hlavou. Toto kolegium, pokud je složeno z mnoha osob, vyjadřuje rozmanitost a univerzálnost Božího lidu, pokud je však shromážděno pod jednou hlavou, vyjadřuje jednotu Kristova stáda. V něm biskupové, věrně uznávající prvenství a přednost své hlavy, vykonávají svou vlastní autoritu pro dobro svých věřících a vlastně celé církve, přičemž Duch svatý umírněně podporuje její organickou strukturu a harmonii. Nejvyšší moc v univerzální církvi, kterou toto kolegium požívá, je vykonávána slavnostním způsobem na ekumenickém koncilu. Koncil není nikdy ekumenický, pokud není potvrzen nebo alespoň jako takový přijat Petrovým nástupcem; a je výsadou římského papeže tyto koncily svolávat, předsedat jim a potvrzovat je. Stejnou kolegiální moc mohou spolu s papežem vykonávat biskupové žijící ve všech částech světa, pokud je hlava kolegia svolá ke kolegiálnímu jednání nebo alespoň schválí či svobodně přijme jednotné jednání rozptýlených biskupů, takže se tím stane kolegiálním aktem.

## Jedinečný vztah
Vztah mezi biskupským kolegiem a jednotlivými biskupy a zejména římským biskupem nemá světský protějšek a jeho praktické důsledky nelze odvodit ze světských modelů, jako jsou různé formy řízení státu nebo korporací.
Učení o kolegialitě biskupů jako orgánu bylo vyhlášeno Druhým vatikánským koncilem, který „chtěl integrovat všechny prvky, které tvoří církev, jak mystické, tak institucionální, primát a episkopát, Boží lid a hierarchii, a udeřit na nové noty a nastolit nové rovnováhy, které bude třeba vypracovat a teologicky zdůvodnit v živé zkušenosti církve“.